# احمد ابوالفتوح
احمد ابوالفتوح (عربی: أحمد أبو الفتوح؛ زادهٔ ۲۲ مارس ۱۹۹۸) بازیکن فوتبال اهل مصر است و به‌عنوان مدافع در باشگاه ورزشی زمالک بازی می‌کند.
وی همچنین در تیم ملی فوتبال زیر ۲۰ سال مصر بازی کرده‌است.